# Olby
Olby är en kommun i departementet Puy-de-Dôme i regionen Auvergne-Rhône-Alpes i centrala Frankrike. Kommunen ligger i kantonen Rochefort-Montagne som tillhör arrondissementet Clermont-Ferrand. År 2022 hade Olby 862 invånare.

## Befolkningsutveckling
Antalet invånare i kommunen Olby
| Referens: INSEE |